# Dániel Varga
Dániel Rudolf Varga  (ur. 25 września 1983) – węgierski piłkarz wodny. Złoty medalista olimpijski z Pekinu.
Igrzyska w 2008 były jego jedyną olimpiadą. W turnieju zdobył osiem bramek w siedmiu spotkaniach. Był wicemistrzem świata w 2005 oraz 2007, srebrnym (2006) i brązowym (2008) medalistą mistrzostw Europy. Sukcesy odnosił także w rozgrywkach juniorskich. Z Vasasem, którym występował w latach 2001-2010, był mistrzem Węgier, obecnie występuje w chorwackiej Rijece.